# 扇町出入口

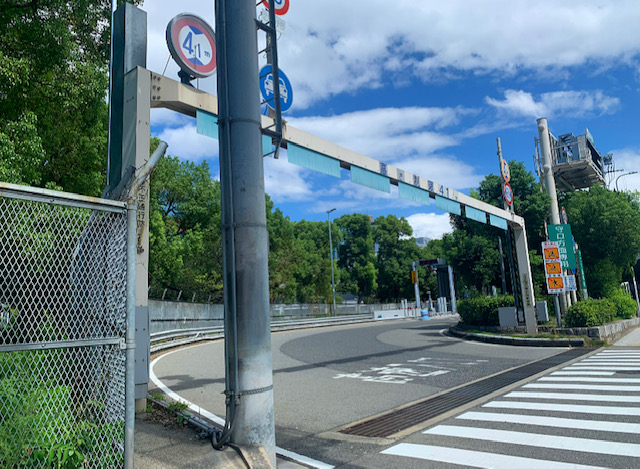
扇町入口

扇町出入口（おうぎまちでいりぐち）は、大阪府大阪市北区にある阪神高速道路12号守口線の出入口。

## 概要
下り線のみに設置されており、1号環状線方面からの出口と守口出口方面への入口のみが存在するハーフICである。実態としては、上り線のみに設置されている南森町出入口とセットで一つの出入口を形成していると言える。梅田・北新地の最寄り出入口の一つである。
1962年（昭和37年）9月18日に決定した当初の守口線の都市計画では、扇町出口はセンターランプ（右側分岐）形式となる計画だったが、交通制御の問題から、1966年（昭和41年）3月31日の変更都市計画ではサイドランプ形式に見直された。
1971年（昭和46年）12月15日に扇町バイパスが供用され、出口から直接扇町バイパスに流入することができる道路が追加された。

## 道路
- 阪神高速12号守口線 (12-02)

### 案内板
- 12-02　扇町出入口

## 接続する道路
- 扇町通

## 周辺
- カンテレ扇町スクエア（キッズプラザ大阪・関西テレビ放送本社）
- 大阪天満宮
- 大阪アメニティパーク（OAP）
- 扇町駅・南森町駅・大阪天満宮駅
- お初天神
- 大阪駅・梅田駅・東梅田駅・北新地駅
- 中之島
- 天満橋
- 大阪中央公会堂
- 阪急三番街

## 隣
阪神高速12号守口線
(12-01) 南森町出入口 - (12-02) 扇町出入口 - (12-03) 長柄出入口